# 全ての夏をこの一日に…
『全ての夏をこの一日に…』（すべてのなつをこのいちにちに...）は、柳ジョージの3枚目のオリジナル・アルバム。

## 概要
新たな試みとして、サンプリングを多用している。
「ビッグ・カントリー」は、本作収録のアルバム・ヴァージョンと、2017年にSHM-CD仕様で再発売され、ボーナス・トラックとして追加収録されたシングル・ヴァージョンとでは歌詞が異なっている。

## 収録曲
1. 波羅葦僧
  - 作詞：増田俊郎／作曲：柳ジョージ／編曲：THE BAND OF NITE
2. ビッグ・カントリー 漂いゆく遥かなる郷
  - 作詞・作曲：ビッグ・カントリー／日本語詩：増田俊郎／編曲：THE BAND OF NITE
3. ラムとサンバとキューバン・ガール
  - 作詞：増田俊郎／作曲・編曲：長島進
4. 波、打ち寄せる日々・・・
  - 作詞：増田俊郎／作曲：柳ジョージ／編曲：THE BAND OF NITE
5. ブルックリン物語
  - 作詞：東海林良／作曲：柳ジョージ／編曲：THE BAND OF NITE
6. 逃がれの街
  - 作詞：東海林良／作曲：柳ジョージ／編曲：THE BAND OF NITE
7. 真夜中のテレフォン・コール
  - 作詞：増田俊郎／作曲：柳ジョージ／編曲：THE BAND OF NITE
8. 漂流者
  - 作詞：東海林良／作曲：柳ジョージ／編曲：近藤敬三
9. インディペンデンス・デイ
  - 作詞：東海林良／作曲・編曲：知久光康
10. ホテル・デ・バン
  - 作詞：東海林良／作曲・編曲：近藤敬三
11. ビッグ・カントリー IN A BIG COUNTRY（シングル・ヴァージョン）※2017年盤のみ
  - 作詞・作曲：ビッグ・カントリー／日本語詩：増田俊郎／編曲：THE BAND OF NITE
12. 真夜中のテレフォン・コール（シングル・ヴァージョン）※2017年盤のみ
  - 作詞：増田俊郎／作曲：柳ジョージ／編曲：THE BAND OF NITE